# Köln (Schiff, 1899)
Die Köln war ein deutsches Passagierschiff.
Sie wurde am 18. Oktober 1899 von der Tecklenborg-Werft in Geestemünde abgeliefert. Am 20. Oktober 1899 lief die Köln zu ihrer Jungfernreise aus Bremerhaven nach Galveston aus. Weitere Fahrten folgten:
- 21. Dezember 1899: Bremerhaven nach Baltimore
- 4. Januar 1902: Bremerhaven nach New York
- 7. August 1910: Bremerhaven nach Philadelphia
- 26. April 1912: Hamburg nach Québec und dann nach Montreal
- 24. April 1914: Bremerhaven nach Boston und dann nach Orleans
- 29. Juli 1914: nach Boston

Die Köln wurde als erstes Schiff der Köln-Klasse am 10. Mai 1900 mit dem Ablösetransport für das Kreuzergeschwader aus Wilhelmshaven nach Ostasien entsandt, wo sie am 16. Juni in Tsingtau eintraf. Am folgenden Tag griffen die alliierten Kanonenboote die Taku-Forts an. Der von da ab massive Einsatz der westlichen Mächte führte zu einem Verbleiben der Köln im Kriegsgebiet zur Erledigung verschiedener Transportaufgaben. Erst am 24. Oktober trat das Schiff dann den Rückmarsch mit abgelösten Mannschaften in die Heimat an, nachdem das internationale Expeditionskorps angelandet worden war und die Landungskorps der Schiffe wieder auf ihre Einheiten zurückkehren konnten und der routinemäßige Besatzungsaustausch vollzogen werden konnte. Am 10. Dezember 1900 traf die Köln von dem längsten Einsatz eines Ablösungstransporters wieder in der Heimat ein.
Das Schiff bediente ab 1902 hauptsächlich die Linie nach Galveston und nach Baltimore. Am 28. Dezember 1905 konnte die sechsköpfige Besatzung des britischen Schoners Harold gerettet werden.
Ab 11. August 1914, zu Beginn des Ersten Weltkrieges, befand sich das Schiff in Boston und wurde dort aufgelegt. Am 6. April 1917 wurde es hier nach der amerikanischen Kriegserklärung von den USA beschlagnahmt. Anschließend lief sie als Amphion und kam als Truppentransporter nach Europa zum Einsatz. Bei einem Gefecht mit dem deutschen U-Boot U 155 im Oktober 1918 gab es zwei Tote an Bord und einen erheblichen Sachschaden. Vom 12. April bis 27. September 1919 wurde sie dann von der US-Navy als USS Amphion in Dienst gehalten und führte drei Reisen nach Europa durch, wobei sie 6410 US-Soldaten transportierte. Anschließend kam das Schiff zum United States Shipping Board und wurde 1923 von dort zur Abwrackung verkauft.